# Beate Benner
Beate Benner (geboren 8. Oktober 1949 in Kirchen, Landkreis Altenkirchen) ist eine deutsche Juristin, ehemalige Richterin und Gerichtspräsidentin.

## Beruflicher Werdegang
Das Studium der Rechtswissenschaft an der Universität Mainz schloss Beate Benner mit der Ersten Juristischen Staatsprüfung ab. Nach der Zweiten Juristischen Staatsprüfung trat sie in den Justizdienst des Bundeslandes Rheinland-Pfalz ein. Sie war bei der Staatsanwaltschaft Koblenz und an den Amtsgerichten Bingen und Worms eingesetzt.
Danach war sie Richterin am Landgericht Mainz und am Oberlandesgericht Koblenz. Ab Mai 1993 war sie Direktorin am Amtsgericht Mainz. 2001 wurde sie Präsidentin des Landgerichts Bad Kreuznach. In ihre Amtszeit fiel der Spatenstich für das neue Justizzentrum.
Der Landtag Rheinland-Pfalz wählte Beate Benner am 31. Januar 2013 zum stellvertretenden Mitglied des Verfassungsgerichtshofs. Ihre sechsjährige Amtszeit begann am 7. Februar 2013. Im Oktober 2014 ging die Juristin in den Ruhestand. Ihre Amtszeit am Verfassungsgerichtshof endete am 31. Oktober 2014.

## Ämter und Mitgliedschaften
- Seit 2009 Vorsitzende der Arbeitsgruppe FOKUS: Opferschutz[6]